# Kriss de Knaud
Le kris de Knaud est le plus ancien kriss connu. Il est exposé au Wereldmuseum Amsterdam d'Amsterdam.

## Histoire
La lame du kriss porte la date « 1264 », qui correspond à l'année 1342. En réalité, l'objet semble être plus ancien que ses décorations, qui ont été ajoutées à l'époque du royaume de Majapahit pour commémorer un événement important. Ces décorations, réalisées dans une fiche couche de cuivre qui recouvre la lame, représentent des scènes du Ramayana.
Le kriss est un cadeau de Paku Alam V (en), souverain javanais de la principauté du Pakualaman (r. 1878-1900), à un médecin néerlandais, Charles Knaud (1840-1897). En lui offrant cette arme, la plus ancienne de sa collection, le roi veut remercier Knaud d'avoir sauvé son fils de la maladie qui l'affligeait,. Considéré comme perdu après 1903, le kris se trouve en réalité toujours sous la garde de la famille de Charles Knaud. Durant l'occupation japonaise des Indes néerlandaises, il est enterré dans le jardin familial, avant d'être emmené aux Pays-Bas à la suite de la Révolution nationale indonésienne. En 2003, un descendant de Charles Knaud le prête au Tropenmuseum d'Amsterdam pour y être exposé.